# Andrassyidae
Andrassyidae  (лат.) — семейство мелких круглых червей из класса Enoplea (Enoplida).

## Описание
Мелкие круглые черви (1—4 мм). Наземные и пресноводные свободноживущие нематоды. Тело вытянутое. Кутикула толстая, мелко бороздчатая. без латеральной дифференциации. Заметны только 6 внешних латеральных сенсилл.

## Систематика
Семейство было впервые выделено в 1999 году российскими нематодологами профессором Алексеем Валерьевичем Чесуновым (МГУ, Москва) и Владимиром Геннадьевичем Гагариным (МГУ). Существуют разные трактовки систематического положения группы.
Семейство рассматривается или как incertae sedis в составе отряда Enoplida, или в составе Ironida. В ранге отельного семейства Andrassyidae (Smol et al., 2014) включает 2 рода и 3 вида. 
- Подотряд incertae sedis[2][5]
  - Семейство Andrassyidae[6]
    - Род Andrassya Brzeski, 1960
      - Andrassya tundrovi Gagarin, 1993 — Россия, Кольский полуостров (около Мурманска)
      - Andrassya vivipara Brzeski, 1960 — Польша[7] (первоначально  в Tripylidae de Man, 1876)

    - Род Malakhovia Tchesunov & Gagarin, 1999
      - Malakhovia chernobyli Tchesunov & Gagarin, 1999 — Украина, Киевская область, Чернобыльская АЭС (в водном резервуаре)[3]

Филогенетическое положение Andrassyidae остаётся неясным. Вместе с семейством Rhabdolaimidae в составе подотряда Rhabdolaimina (отряд Ironida) его рассматривал в 2011 году Майк Ходда, который оговорил, что возможно это семейство заслуживает отдельного подотряда, но данных для этого недостаточно и необходимы дополнительные исследования:
- Отряд Ironida Hodda, 2007
  - Подотряд Rhabdolaimina Hodda, 2011
    - Надсемейство Rhabdolaimoidea Chitwood, 1951
      - Семейство Andrassyidae Tchesunov & Gagarin 1999 (2 рода)
      - Семейство Rhabdolaimidae Chitwood 1951 (Gerlach & Riemann 1974) (3 подсемейства, 7 родов, 23 вида)